# Medusa (Tochter des Orsilochos)
Medusa (altgriechisch Μέδουσα Médousa) ist eine Person der griechischen Mythologie.
Sie ist die Tochter des Orsilochos, König der messenischen Stadt Pharai, und die Gattin des korinthischen Königs Polybos.